# Plant Pathology
Plant Pathology is een aan collegiale toetsing onderworpen wetenschappelijk tijdschrift van de British Society for Plant Pathology. De naam wordt in literatuurverwijzingen wel afgekort tot Pl. Pathol. Het eerste nummer verscheen in 1952.